# Краснодарская улица (Москва)
Краснода́рская у́лица (с 1960 года до 20 мая 1964 года — у́лица Кали́нина, до 13 мая 2003 года часть улицы — проекти́руемый прое́зд № 5382) — улица в Юго-Восточном административном округе города Москвы на территории района Люблино.

## История
Улица получила современное название по городу Краснодару в связи с расположением на юго-востоке Москвы. С 1960 года до 20 мая 1964 года называлась у́лица Кали́нина. С 13 мая 2003 года в состав улицы был включён проекти́руемый прое́зд № 5382.

## Расположение
Краснодарская улица начинается от Проектируемого проезда № 1797 (дублёра Люблинской улицы) и проходит на восток, пересекает Люблинскую улицу, проспект 40 лет Октября и Краснодонскую улицу, с юга к Краснодарской улице примыкает Армавирская улица, далее Краснодарская улица пересекает Таганрогскую улицу, отклоняется к юго-западу, с северо-востока к ней примыкает Котельный проезд, затем улица пересекает Новороссийскую улицу, Совхозную улицу, с юго-запада к ней примыкает Белореченская улица, далее с северо-востока к ней примыкает Тихорецкий бульвар, Краснодарская улица поворачивает на юго-восток, далее к ней с юго-запада примыкает Цимлянская улица, Краснодарская улица пересекает улицу Перерва, затем с северо-востока к ней примыкает улица Маршала Кожедуба, Краснодарская улица проходит далее до улицы Марьинский Парк. Между Армавирской, Краснодарской и Таганрогской улицами расположен сквер Антона Чехова. Нумерация домов начинается от Проектируемого проезда № 1797

## Галерея

Краснодарская улица
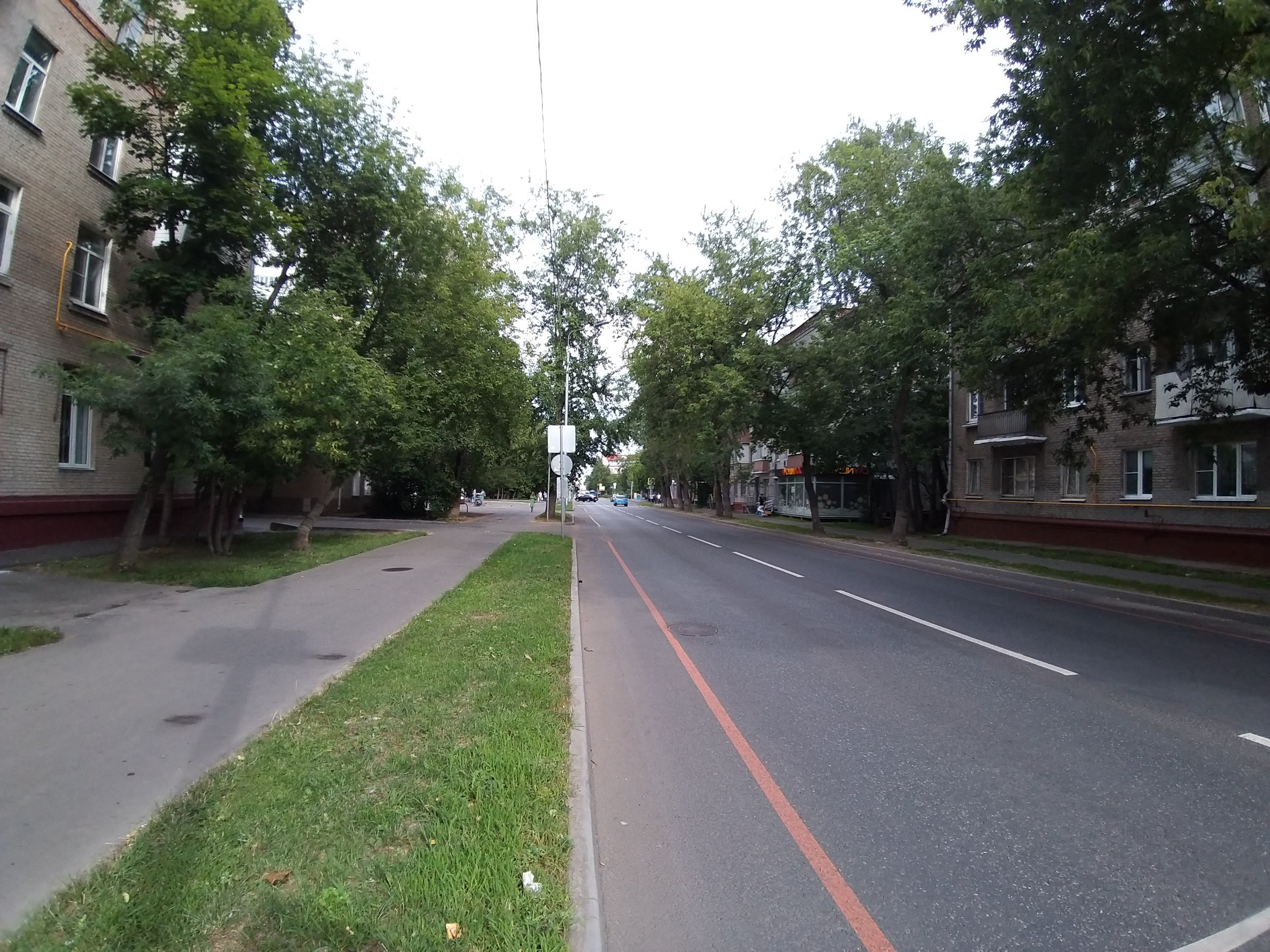
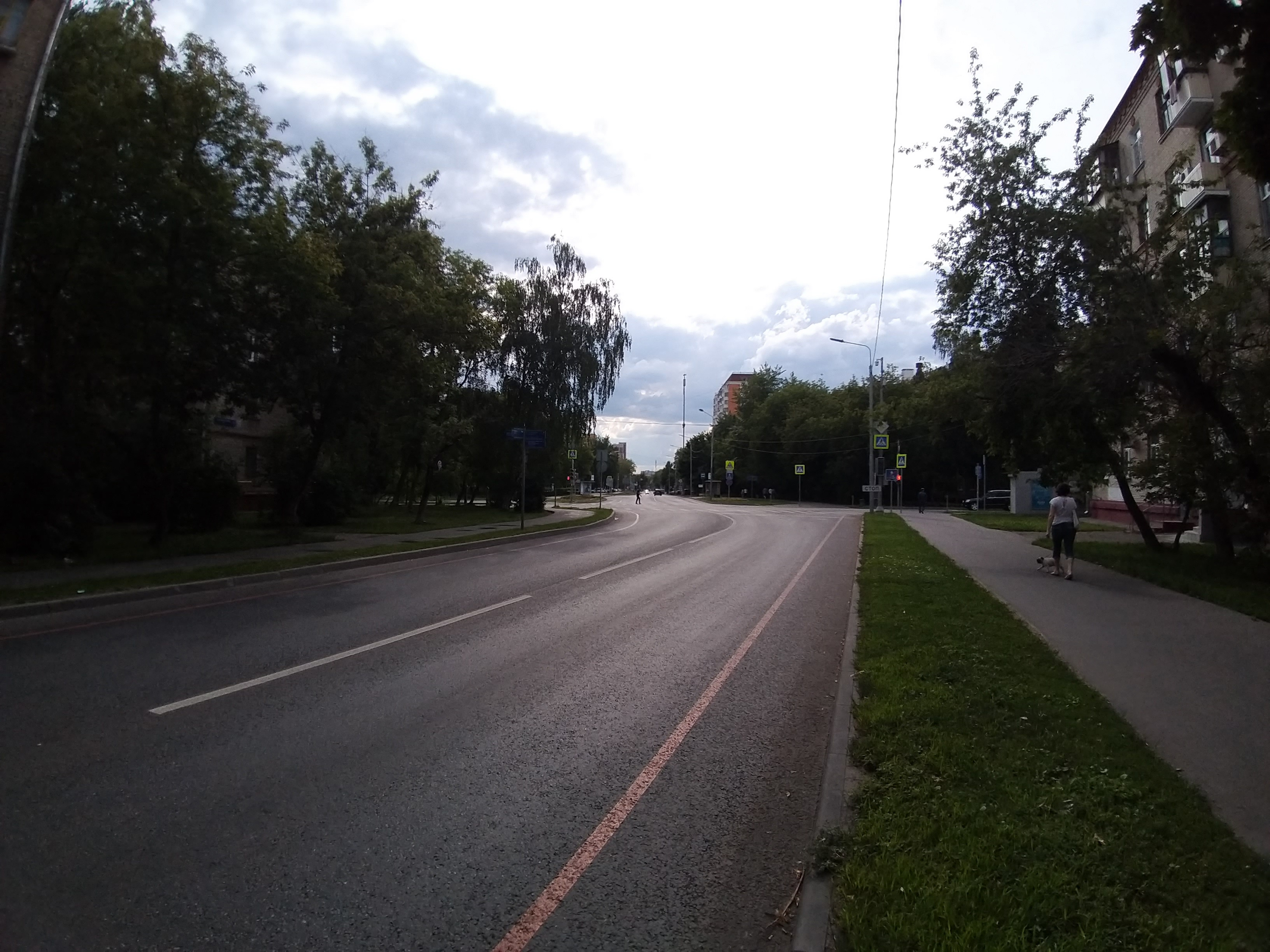

## Примечательные здания и сооружения
По нечётной стороне:
- д. 9 — школа № 1143;
- д. 11 — частная школа «Карьера»;
- д. 25, к. 2 — центр образования № 919 имени Маршала Советского Союза С. К. Куркоткина;
- д. 45/11 — школа № 393;
- д. 53 — детский сад № 954;
- д. 59 — Московский государственный гуманитарный университет имени М. А. Шолохова;
- д. 61 — детский сад № 1118.

По чётной стороне:
- д. 6 — детский сад № 38 ОАО «Российские железные дороги».

## Транспорт

### Автобус
- 30: от Люблинской улицы до Белореченской улицы и обратно.
- 35: от Совхозной улицы до Цимлянской улицы.
- 54: от Новороссийской улицы до Совхозной улицы и обратно.
- 201: от Люблинской улицы до улицы Марьинский Парк и обратно.
- 228: от Краснодонской улицы до Совхозной улицы и обратно.
- 242: от Совхозной улицы до Цимлянской улицы и от Белореченской улицы до Совхозной улицы.
- 530: от Краснодонской улицы до Белореченской улицы и обратно.
- 551: от Новороссийской улицы до улицы Перерва и обратно.
- 657: от Новороссийской улицы до улицы Марьинский Парк и обратно.
- 658: от Совхозной улицы до Тихорецкого бульвара и обратно.
- 708: от Цимлянской улицы до Совхозной улицы.
- 770: от Новороссийской улицы до Цимлянской улицы, обратно - от Белореченской улицы до Новороссийской улицы.
- с4: от улицы Белореченская до Люблинской улицы, обратно - от Краснодонской улицы до улицы Белореченская.
- н5: от Белореченской улицы до Краснодонской улицы.

### Метро
- Станция метро «Люблино» Люблинско-Дмитровской линии — на пересечении с Совхозной улицей.

## В культуре
- Главные герои сериала «Восьмидесятые», семья Смирновых, проживают по адресу Краснодарская улица, д. 43, кв. 64; в действительности такого дома не существует.